# Toddington Castle
Toddington Castle, auch Conger Hill Motte, ist eine abgegangene Burg im Dorf Toddington in der englischen Grafschaft Bedfordshire.

## Details
Toddington Castle war eine Motte, die zuerst aus Holz und später aus Stein gebaut wurde. Die erste, hölzerne Version entstand vor dem 13. Jahrhundert, als sie als Festung von Sir Paulinus Pegure (Paul Pever) gelistet war. In Aufzeichnungen von 1597 ist die Burg als „Toddington Conger Hill“ bezeichnet, vermutlich wegen ihrer Nutzung als Jagdgrund für Kaninchen im 16. Jahrhundert.
Das Gelände gilt heute als Scheduled Monument, klassifiziert als mittelalterliche Motte. Heute sind nur noch Erdwerke erhalten.